# Levmoss
Levmoss (1965-1977), est une cheval de course pur-sang irlandais. Il remporte le Prix de l'Arc de Triomphe 1969.

## Carrière de courses
Levmoss, c'est une histoire de famille. Élevé par la famille McGrath, une structure d'élevage dirigée par Joseph McGrath, le cheval court sous les couleurs de Seamus McGrath, qui est également son entraîneur, et il est parfois monté en course par G. McGrath. C'est d'ailleurs avec ce dernier qu'il débute à 2 ans, directement dans une course principale. C'est un peu présomptueux, le poulain n'existe pas et, plus sagement, on lui fait d'abord gagner son maiden. Après une rentrée victorieuse à 3 ans, on envoie Levmoss en Angleterre pour voir s'il a l'étoffe d'un candidat au Derby. Pas tout à fait : il termine quatrième du Derby Trial alors, plutôt que courir le Derby, on le fait monter en distance. Avec un succès relatif mais significatif : il ne gagne qu'une fois cette année-là, mais dans les Oxfordshire Stakes face à la top pouliche Park Top et  s'offre un podium en France dans le Prix Royal Oak.   
À 4 ans, Levmoss réapparaît curieusement sur le mile dans les Gladness Stakes. Ça n'est pas son truc, le poulain finit dernier. En revanche, il prouve qu'il a mûri et qu'il est plus qu'un stayer solide. Il prend la troisième place du Prix Jean Prat et, à partir de là, il ne s'arrête plus et ne connaîtra plus jamais la défaite. En un mois, il décroche les deux plus longues et plus prestigieuses courses de stayers : le Prix du Cadran et la Gold Cup. Un petit détour par le pays natal, et voilà Levmoss, désormais roi des stayers, qui vient défier les chevaux classiques sur leur distance dans le Prix de l'Arc de Triomphe. On y croit guère : il est proposé à 52/1. Mais on a tort et Levmoss prouve qu'il a autant de vitesse que de fond, puisqu'il s'impose devant Park Top en battant le record de la course. Auréolé de ce triomphe français, l'entourage de Levmoss a l'élégance de lui faire faire des adieux au pays natal, et il déroule, terminant quatre longueurs devant une charge de cavalerie (31 partants !) dans le November Handicap à Leopardstown. Timeform lui attribue un assez bon rating, 133. Dans leur livre de référence A Century of Champions, John Randall et Tony Morris considèrent Levmoss comme le 9e meilleur cheval irlandais du 20e siècle

### Résumé de carrière
| Date         | Hippodrome     | Pays        | Course                    | Distance    | Jockey        | Place       | Écart       | Vainqueur ou deuxième |
| 1967, 2 ans  | 1967, 2 ans    | 1967, 2 ans | 1967, 2 ans               | 1967, 2 ans | 1967, 2 ans   | 1967, 2 ans | 1967, 2 ans | 1967, 2 ans           |
| ------------ | -------------- | ----------- | ------------------------- | ----------- | ------------- | ----------- | ----------- | --------------------- |
| 21 juillet   | Phoenix Park   | Irlande     | White Hall Stakes         | 1 000 m     | G. McGrath    | 7e / 12     | ―           | Tudor Black           |
| 14 août      | Gowran Park    | Irlande     | Maiden                    | 1 300 m     | G. McGrath    | 1er / 17    | 2           | Howrytuar             |
| 1968, 3 ans  |                |             |                           |             |               |             |             |                       |
| 4 mai        | Phoenix Park   | Irlande     | Fin Glass Stakes          | 2 000 m     | G. McGrath    | 1er / 11    | 3/4         | Cooper Gamble         |
| 17 mai       | Lingfield Park | Royaume-Uni | Derby Trial               | 2 400 m     | W. Williamson | 4e / 9      | 8           | Laureate              |
| 18 juin      | Ascot          | Royaume-Uni | Queen's Vase              | 3 200 m     | G. McGrath    | 4e / 14     | 4           | Zorbe                 |
| 17 août      | Newbury        | Royaume-Uni | Oxfordshire Stakes        | 2 700 m     | B. Taylor     | 1er / 10    | enc.        | Canterbury            |
| 31 août      | Curragh        | Irlande     | Blandford Stakes          | 2 400 m     | G. McGrath    | 5e / 10     | ―           | Wenona                |
| 15 septembre | Longchamp      | France      | Prix Royal Oak            | 3 100 m     | W. Williamson | 3e / 12     | 7           | Dhaudevi              |
| 1969, 4 ans  |                |             |                           |             |               |             |             |                       |
| 29 mars      | Curragh        | Irlande     | Gladness Stakes           | 1 600 m     | G. O'Connell  | 6e / 6      | ―           | Rocked                |
| 20 avril     | Longchamp      | France      | Prix Jean Prat            | 3 100 m     | W. Williamson | 3e / 8      | 1 ½         | Zamazaan              |
| 25 mai       | Longchamp      | France      | Prix du Cadran            | 4 000 m     | W. Williamson | 1er / 8     | enc.        | Zamazaan              |
| 19 juin      | Ascot          | Royaume-Uni | Gold Cup                  | 4 000 m     | W. Williamson | 1er / 6     | 4           | Torpid                |
| 10 septembre | Curragh        | Irlande     | Leinster Handicap         | 2 800 m     | G. McGrath    | 1er / 10    | 3           | Panic                 |
| 5 octobre    | Longchamp      | France      | Prix de l'Arc de Triomphe | 2 400 m     | W. Williamson | 1er / 24    | 3/4         | Park Top              |
| 16 novembre  | Leopardstown   | Irlande     | November Handicap         | 3 200 m     | G. McGrath    | 1er / 31    | 4           | Slippered             |

## Au haras
Levmoss commença sa carrière d'étalon en Irlande, au haras de la famille McGrath, avant d'être transféré en France en 1977 mais il y mourut précocement, juste après sa seule saison de monte. Il a connu une réussite honorable, en dépit de son pedigree atypique. On lui doit les stayers M-Lolshan (St. Leger) et Shafaraz (Prix du Cadran), et il est le père de mère du champion Ardross, le rival de Le Moss, double vainqueur de Gold Cup et qui fut battu d'une tête par Akiyda dans le Prix de l'Arc de Triomphe 1982.

## Origines
Dépourvu des courants de sang à la mode et des étalons-stars de l'élevage mondial (pas de Northern Dancer ou de Mr. Prospector à l'horizon ici), le pedigree sent bon le terroir irlandais et pourtant, en y regardant de plus près, on y découvre vitesse et classicisme. Appartenant à l'élevage McGrath, le père de Levmoss, Le Levanstell, fut un excellent miler, auteur du doublé estival Sussex Stakes / Queen Elizabeth II Stakes et a plutôt bien réussi au haras, puisqu'il est aussi le père du crack My Swallow, qui passait à 2 ans pour meilleur que ses contemporains Mill Reef et Brigadier Gerard. 
L'origine de la tenue à toute épreuve de Levmoss est donc plutôt à chercher du côté maternel. Fille de Ballymoss, qui remporta entre autres l'Arc et le St. Leger, Feemoss, la mère, dont Levmoss est le premier produit, était une très bonne jument, puisqu'elle remporta les prisées Blandford Stakes sur 2 400 mètres. Mais elle fut surtout une fantastique reproductrice. Elle eut neuf produits. Les trois qu'elle eut avec Le Levanstell furent autant de véritables champions, Le Moss passant même pour meilleur que son grand frère, et on peut se demander pourquoi ses propriétaires ne les ont pas mariés chaque année, puisque cinq des six autres étaient atteints de lenteur. Feemoss est la mère de :
- 1965 - Levmoss (Le Levanstell)
- 1966 - Santamoss (Santa Claus) : 3e Blandford Stakes, Desmond Stakes
- 1967 - Sweet Mimosa (Le Levanstell) : Prix de Diane. 3e Irish Oaks, mère de : 
  - Fleur Royale (1983, Mill Reef) : Pretty Polly Stakes, 2e Irish Oaks, mère de :
    - Casey Tibbs (1994, Sadler's Wells) : Ballysax Stakes (Gr.3), 2e Secretariat Stakes (Gr.1)

  - Sweet Habit (1976, Habitat), mère de : 
    - Nomrood (1983, Alleged) : 2e William Hill Futurity
- 1975 - Le Moss (Le Levanstell) : Ascot Gold Cup (x2), Goodwood Cup (x2), Doncaster Cup (Gr.3), Queen's Vase (Gr.3). 2e St. Leger, Prix Gladiateur (Gr.3). Le seul cheval à avoir remporté deux fois la triple couronne des stayers (Gold Cup, Goodwood Cup, Doncaster Cup).
- 1978 - December Blossom (Condorcet), mère de :
  - Lomond Blossom (1985, Lomond) : Killavullan Stakes (Gr.3).

Feevagh, la deuxième mère de Levmoss, était une jument de tenue, lauréate des Yorkshire Oaks, et la troisième mère, Astrid Wood, se classa troisième des Beresford Stakes.

### Pedigree
| Origines de Levmoss (IRE), mâle bai né en 1965 | Origines de Levmoss (IRE), mâle bai né en 1965 | Origines de Levmoss (IRE), mâle bai né en 1965 | Origines de Levmoss (IRE), mâle bai né en 1965 |
| ---------------------------------------------- | ---------------------------------------------- | ---------------------------------------------- | ---------------------------------------------- |
| Père Le Levanstell                             | Le Lavandou                                    | Djebel                                         | Tourbillon                                     |
| Père Le Levanstell                             | Le Lavandou                                    | Djebel                                         | Loika                                          |
| Père Le Levanstell                             | Le Lavandou                                    | Lavande                                        | Rustom Pasha                                   |
| Père Le Levanstell                             | Le Lavandou                                    | Lavande                                        | Livadia                                        |
| Père Le Levanstell                             | Stella's Sister                                | Ballyogan                                      | Fair Trial                                     |
| Père Le Levanstell                             | Stella's Sister                                | Ballyogan                                      | Serial                                         |
| Père Le Levanstell                             | Stella's Sister                                | My Aid                                         | Knight of the Garter                           |
| Père Le Levanstell                             | Stella's Sister                                | My Aid                                         | Flying Aid                                     |
| Mère Feemoss                                   | Ballymoss                                      | Mossborough                                    | Nearco                                         |
| Mère Feemoss                                   | Ballymoss                                      | Mossborough                                    | All Moonshine                                  |
| Mère Feemoss                                   | Ballymoss                                      | Indian Call                                    | Singapore                                      |
| Mère Feemoss                                   | Ballymoss                                      | Indian Call                                    | Flittemere                                     |
| Mère Feemoss                                   | Feevagh                                        | Solar Slipper                                  | Windsor Slipper                                |
| Mère Feemoss                                   | Feevagh                                        | Solar Slipper                                  | Solar Flower                                   |
| Mère Feemoss                                   | Feevagh                                        | Astrid Wood                                    | Bois Roussel                                   |
| Mère Feemoss                                   | Feevagh                                        | Astrid Wood                                    | Astrid (famille 1-k)                           |